# The Secret (album d'Alan Parsons)
Pour les articles homonymes, voir The Secret.
Albums de Alan Parsons
A Valid Path
(2004) From The New World
(2022)
The Secret est le titre du quatrième album solo d'Alan Parsons.

## Liste des pistes
| Face A   | Face A                    | Face A                                | Face A       | Face A | Face A | Face A | Face A | Face A | Face A |
| No       | Titre                     | Auteur                                | Chant        | Durée  |        |        |        |        |        |
| -------- | ------------------------- | ------------------------------------- | ------------ | ------ | ------ | ------ | ------ | ------ | ------ |
| 1.       | The Sorcerer's Apprentice | Paul Dukas, Tom Brooks, Alan Parsons  |              | 4:47   |        |        |        |        |        |
| 2.       | Miracle                   | Guy Erez, Andy Ellis, Alan Parsons    | Jason Mraz   | 3:25   |        |        |        |        |        |
| 3.       | As Lights Fall            | Dan Tracey, Alan Parsons              | Alan Parsons | 3:59   |        |        |        |        |        |
| 4.       | One Note Symphony         | Todd Cooper, Tom Brooks, Alan Parsons | Todd Cooper  | 4:43   |        |        |        |        |        |
| 5.       | Sometimes                 | Patrick Anthony Caddick, Alan Parsons | Lou Gramm    | 5:8    |        |        |        |        |        |
| 23 min 2 |                           |                                       |              |        |        |        |        |        |        |

| Face B    | Face B                      | Face B                                                        | Face B                    | Face B | Face B | Face B | Face B | Face B | Face B |
| No        | Titre                       | Auteur                                                        | Chant                     | Durée  |        |        |        |        |        |
| --------- | --------------------------- | ------------------------------------------------------------- | ------------------------- | ------ | ------ | ------ | ------ | ------ | ------ |
| 1.        | Soirée Fantastique          | Todd Cooper, Doug Powell, Tom Brooks, Alan Parsons            | Todd Cooper, Alan Parsons | 5:27   |        |        |        |        |        |
| 2.        | Fly To Me                   | Mark Mikel, Jeff Kollman, Alan Parsons                        | Mark Mikel                | 3:45   |        |        |        |        |        |
| 3.        | Requiem                     | Todd Cooper, Douglas Powell, Boh Cooper, Alan Parsons         | Todd Cooper               | 4:2    |        |        |        |        |        |
| 4.        | Years Of Glory              | P.J. Olssen, Alan Parsons                                     | P.J. Olssen               | 4:5    |        |        |        |        |        |
| 5.        | The Limelight Fades Away    | Jordan Huffman, Dan Tracey, Alan Parsons                      | Jordan Huffman            | 3:36   |        |        |        |        |        |
| 6.        | I Can’t Get There From Here | Patrick Read Johnson, David Russo, Jared Mahone, Alan Parsons | Jared Mahone              | 4:38   |        |        |        |        |        |
| 25 min 33 |                             |                                                               |                           |        |        |        |        |        |        |

## Musiciens
- Alan Parsons : chant, chœurs
- Steve Hackett : guitare
- Jake Shimabukuro : ukulélé
- Nathan East : guitare basse
- Vinnie Colaiuta : batterie
- Michael Fitzpatrick : violoncelle
- Jason Mraz : chant
- Oscar Utterström : trombone
- Vinnie Ciesielski : trompette
- Lou Gramm : chant
- Pat Caddick : piano
- Carl-Magnus “C-M” Carlsson : chœurs
- Jeff Peterson : guitare basse
- Carl Sorensen : batterie
- Tony Rosacci : guitare
- Angelo Pizzaro : piano
- Ian Bairnson : guitare solo
- Jared Mahone : chant
- Todd Cooper : chant, saxophone, chœurs
- Doug Powell : chant, chœurs, claviers, guitare
- Guy Erez : guitare basse
- Tom Brooks : claviers
- Jeff Kollman : guitare
- Dan Tracey : guitare, chant, chœurs
- Mark Mikel : chant, Swarmandel, chœurs
- Danny Thompson : batterie, percussions
- P.J. Olsson : chant, chœurs, claviers, programmation, guitare basse
- Andy Ellis : claviers

## Technique
- Ingénieurs du son : Alan Parsons, Noah Bruskin
- Lieu d’enregistrement : ParSonics, Santa Barbara (Californie)
- Réalisation : Dave Donnelly, ParSonics
- Production : Alan Parsons